# Mathews (Louisiana)
Mathews és una població dels Estats Units a l'estat de Louisiana. Segons el cens del 2000 tenia 2.003 habitants.

## Demografia
Segons el cens del 2000, Mathews tenia 2.003 habitants, 726 habitatges, i 569 famílies. La densitat de població era de 195,3 habitants/km².
Dels 726 habitatges en un 38,4% hi vivien nens de menys de 18 anys, en un 66% hi vivien parelles casades, en un 8% dones solteres, i en un 21,5% no eren unitats familiars. En el 16,7% dels habitatges hi vivien persones soles el 7,9% de les quals corresponia a persones de 65 anys o més que vivien soles. El nombre mitjà de persones vivint en cada habitatge era de 2,76 i el nombre mitjà de persones que vivien en cada família era de 3,1.
Per edats la població es repartia de la següent manera: un 25,9% tenia menys de 18 anys, un 9,3% entre 18 i 24, un 30,4% entre 25 i 44, un 23,5% de 45 a 60 i un 10,9% 65 anys o més.
L'edat mediana era de 36 anys. Per cada 100 dones de 18 o més anys hi havia 95,9 homes.
La renda mediana per habitatge era de 40.977$ i la renda mediana per família de 41.683 $. Els homes tenien una renda mediana de 35.958 $ mentre que les dones 20.574 $. La renda per capita de la població era de 19.336 $. Entorn del 6,3% de les famílies i el 7,3% de la població estaven per davall del llindar de pobresa.

## Poblacions més properes
El següent diagrama mostra les poblacions més properes.